# Quercus baronii
Quercus baronii — вид рослин з родини букових (Fagaceae), поширений у західному Китаї.

## Опис
Це дерево заввишки 6–15 метрів; значно менший у вирощуванні. Кора сіро-коричнева, з блідо-сірими позначками. Гілочки зірчасто-запушені в молодому віці, стають голими. Листки стійкі 1 рік, шкірясті, від яйцювато-ланцетних до довгастих, 3–6 × 1–2 см; верхівка загострена; основа округла або слабо клиноподібна; зубчасті, за винятком прикореневих; голі, крім зірчастих волосків, на верхній стороні; знизу запушені в перший рік, стають маже голими; ніжка листка жовто-вовниста, завдовжки 3–9 мм. Цвітіння у квітні. Жіночі суцвіття до 1–1.5 см. Жолуді яйцюваті, поодинокі або парні, на ніжці завдовжки 1 см, у діаметрі 12 мм, завдовжки 15 мм; чашечка охоплює 1/2 або 2/3 довжини горіха; дозрівають у другий рік, у вересні.

## Середовище проживання
Поширений у західному Китаї (Хенань, Шеньсі, Шаньсі, Хунань, Ганьсу, Сичуань); на висотах від 500 до 2200 метрів. Населяє змішані мезофітні ліси, часто на вапняках.